# Rasenmähen (Metapher)
Der Begriff „Rasenmähen“ (hebräisch כיסוח דשא) ist im Kontext des Nahostkonflikts bzw. des israelisch-palästinensischen Konflikts eine zuerst im israelischen Militär benutzte euphemistische Metapher für eine Militärstrategie zur wiederholten begrenzten militärischen Schwächung der Feinde des Landes. Sie wurde insbesondere zur Beschreibung wiederholter militärischer Kampagnen gegen nicht-staatliche Akteure wie der den Gazastreifen kontrollierenden Hamas und der libanesischen Hisbollah angewandt. Mit dem Terrorangriff der Hamas auf Israel am 7. Oktober 2023 gilt das Konzept zumindest in Bezug auf Gaza als gescheitert.

## Begriffsherkunft
Der Begriff wurde von Efraim Inbar und Eitan Shamir in einem Aufsatz von 2014 in den akademischen Diskurs eingebracht und wird von ihnen auf informellen israelischen Militärjargon zurückgeführt. Er beschreibt „eine geduldige militärische Abnutzungsstrategie mit begrenzten Zielen“: Nach Phasen großer militärischer Zurückhaltung gegenüber Übergriffen gehen die Israelischen Verteidigungsstreitkräfte mit massiver Gewalt vor, um die Angriffskraft des Feindes zu verringern und ihm zu schaden. Shamir schrieb dazu, der IDF lasse sich dabei von der Hoffnung leiten, eine gelegentliche groß angelegte Operationen würden eine vorübergehende abschreckende Wirkung haben und so an den Grenzen für einige Zeit für Ruhe sorgen. Beispiele hierfür seien die Gazakriege und der Libanonkrieg 2006. Diese Ziele werden in der Regel durch kurze, prägnante Militäroperationen erreicht, um ein gewisses Maß an Kontrolle über das Gebiet aufrechtzuerhalten, ohne sich auf eine langfristige politische Lösung festzulegen.
Inbar und Shamir führen das Konzept mittelbar auf den israelischen Staatsgründer David Ben-Gurion zurück, der davon ausging, dass die Feindseligkeit der arabischen Nachbarstaaten nach der Staatsgründung Israels vermutlich über Jahrzehnte nicht würde überwunden werden können und dass Israel aufgrund demographischer Faktoren nicht in der Lage wäre, seinen Feinden die Bedingungen eines Friedens zu diktieren. Man müsse sich daher auf einen langen Abnutzungskampf einstellen, in dem nur wiederholte entscheidende Siege den Gegnern vor Augen führen könnten, dass ein Friedensschluss am Ende in deren Interesse läge. Im Gegensatz zu diesen staatlichen Akteuren betrachten Inbar und Shamir die militanten nicht-staatlichen Organisationen wie Hamas, Islamischer Dschihad und Hisbollah als unfähig zur Aufgabe ihrer ideologisch geprägten Feindschaft. Es bestehe daher nur die Möglichkeit, durch wiederholte Militäreinsätze auf dem Gebiet der Feinde, gepaart mit präventiven Aktionen, deren militärischen Fähigkeiten vorübergehend soweit zu schwächen, dass Phasen eines relativen Friedens für die Bevölkerung Israels möglich seien. Ziele dieser Militäreinsätze sollten primär das Führungspersonal und die militärische Infrastruktur der militanten Organisationen sein. Die Autoren bezeichnen als ironisch, dass dieser Ansatz die arabische Muqawama-Doktrin des beharrlichen Widerstands praktisch spiegelt.
Laut Adam Taylor in der Washington Post „impliziert der Ausdruck, dass die palästinensischen Milizionäre im Gazastreifen und ihr Vorrat an einfachen, aber effektiven selbst gemachten Waffen wie Unkraut sind, das zurückgeschnitten werden muss.“
Der national-religiöse israelische Politiker Naftali Bennett bezog sich in einer Rede im Jahr 2018 auf die Idee und sagte: „Wer den Rasen nicht mäht, der wird vom Rasen gemäht“.

## Konzept ab dem Israel-Gaza-Krieg seit 2023
Mit dem Terrorangriff der Hamas am 7. Oktober 2023, bei dem mehr als 1100 Israelis starben, setzte sich innerhalb des israelischen Sicherheitsapparat und der Politik die Ansicht durch, dass das Konzept des Rasenmähens gescheitert sei und militante palästinensische Gruppen vollständig vernichtet werden müssten.
Israels Ministerpräsident Netanjahu erklärte im Dezember 2024: „Aus der Luft kann man den Rasen mähen [...] Man kann aber nicht das Unkraut herausziehen. Wir sind hier, um die Hamas zu entwurzeln – nicht, um abschreckende Schläge zu liefern, sondern um sie zu zerstören.“

## Andere Begriffsverwendungen
Laut Raymond A. Thomas, Kommandeur des United States Special Operations Command von 2016 bis 2019, benutzte der seinerzeitige US-Präsident Barack Obama den Begriff in einem Briefing in Bezug auf verdeckte Operationen durch US-Spezialkräfte gegen die somalische al-Shabaab-Terrormiliz, während der unter Donald Trump tätige Verteidigungsminister Mark Esper damit 2019 auf Operationen gegen die Terrororganisation IS in Libyen verwies.